# René-Antoine Houasse

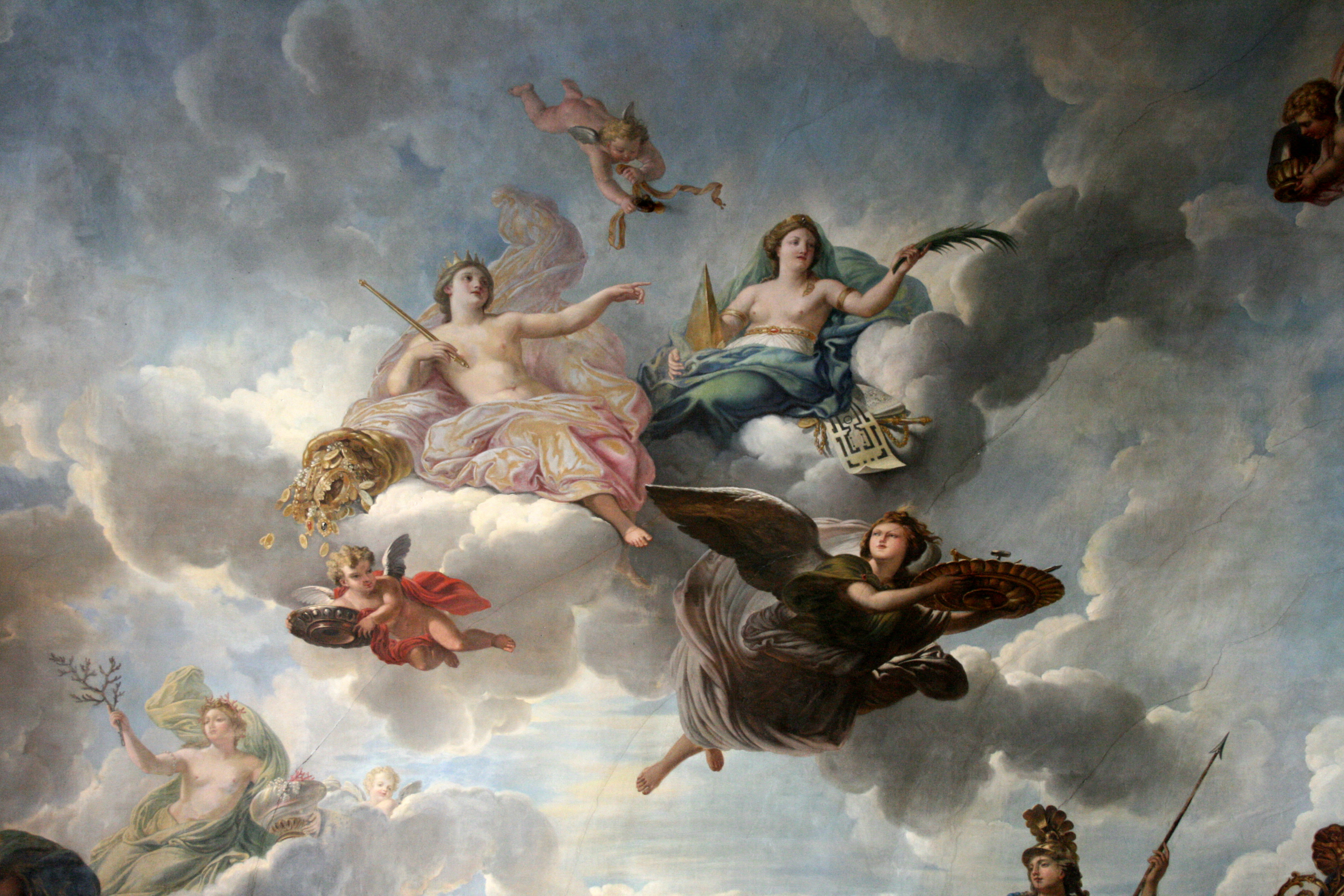
L'Abondance et la Libéralité (1683).

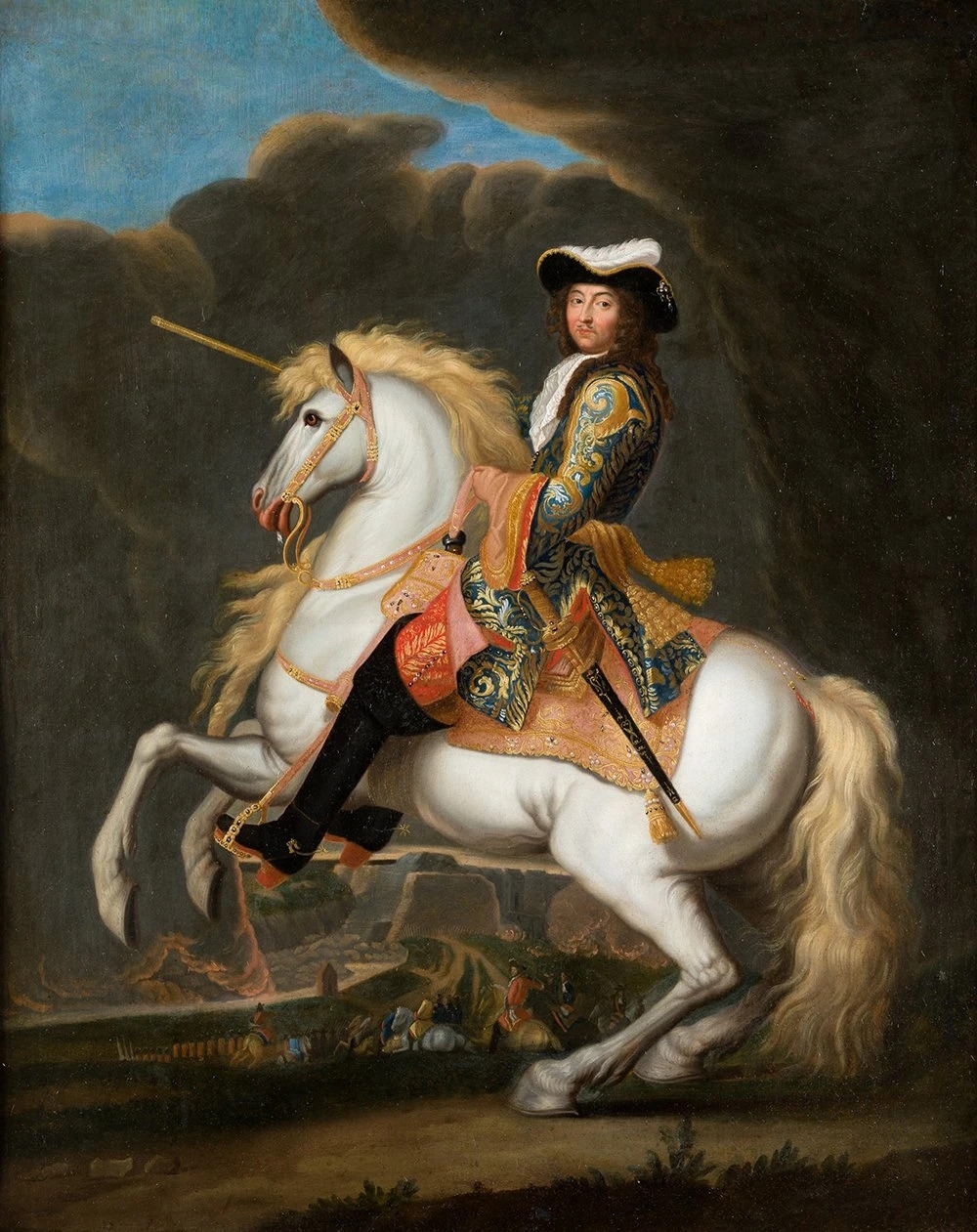
Retrato ecuestre de Luis XIV (ca. 1679).

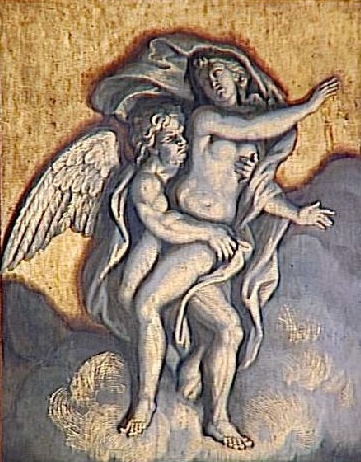
Boree enlevant Orythe, decoración del Dalon de Venus (ca. 1678).

René-Antoine Houasse (ca. 1645-1710) fue un pintor y decorador francés, de la época del barroco, de tendencia academicista o clasicista.
Alumno de Charles Le Brun, trabajó bajo su dirección en la Manufacture des Gobelins (la fábrica de tapices de París) y en la decoración del Palacio de Versailles.
Se le agregó a la Académie royale de peinture el 13 de mayo de 1672, siendo recibido el 15 de abril de 1673.
Fue director de la Académie de France à Rome entre 1699 y 1704.
El 5 de febrero de 1673 se casó con Marie Le Bé, pariente de su maestro Charles Le Brun.
Tuvo como hijo a Michel-Ange Houasse, pintor de escenas de género que pasó a España con la corte de Felipe V.
Entre sus alumnos estuvo Henri de Favanne.

## Obras
- Decoración de los Grands Appartements del Palacio de Versalles:
  - Salon de l'Abondance: pinturas murales en el plafond, siguiendo el diseño de Le Brun.
  - Salon de Vénus en su totalidad.
  - Salon de Mars, donde pinta La Terreur, la Fureur et la Colère épouvantant les puissances de la Terre y dos óleos sobre lienzo (en camaïeu or): Alexandre Sévère dégrade un officier y Le Triomphe de Constantin.
- Allégorie de la magnificence Royale (1678)
- Morphée & Iris, (1688), Trianon
- Cyané changée en fontaine 1688, Trianon
- Minerve enseignant la sculpture aux Rhodiens, 1688, Versalles
- Appolon et Daphné, 1677, óleo sobre lienzo, 158x120cm, Versalles, Musée national des châteaux de Versailles et de Trianon
- Louis XIV à cheval devant le siège d'une ville vers 1679-1690, óleo sobre enduit, 1708-1710, Versailles, Musée national des châteaux de Versailles et de Trianon
- Minerve naissant toute armée du cerveau de Jupiter